# Sportvagns-VM 2015
Sportvagns-VM 2015 (en. 2015 FIA World Endurance Championship) är den fjärde säsongen av internationella bilsportförbundet FIA:s världsmästerskap i sportvagnsracing. Mästerskapet omfattade 8 deltävlingar.

## Tävlingskalender
| Datum        | Tävling                           | Segrare LMP1 Team                             | Segrare LMP2 Team                               | Segrare LMGTE Pro Team                       | Segrare LMGTE Am Team                         |
| Datum        | Tävling                           | Segrare LMP1 Förare                           | Segrare LMP2 Förare                             | Segrare LMGTE Pro Förare                     | Segrare LMGTE Am Förare                       |
| ------------ | --------------------------------- | --------------------------------------------- | ----------------------------------------------- | -------------------------------------------- | --------------------------------------------- |
| 12 april     | Silverstone 6-timmars             | Audi Sport Team Joest                         | G-Drive Racing                                  | AF Corse                                     | Aston Martin Racing                           |
| 12 april     | Silverstone 6-timmars             | André Lotterer Marcel Fässler Benoît Tréluyer | Roman Rusinov Julien Canal Sam Bird             | Gianmaria Bruni Toni Vilander                | Paul Dalla Lana Pedro Lamy Mathias Lauda      |
| 2 maj        | Spa 6-timmars                     | Audi Sport Team Joest                         | G-Drive Racing                                  | Aston Martin Racing V8                       | Aston Martin Racing                           |
| 2 maj        | Spa 6-timmars                     | André Lotterer Marcel Fässler Benoît Tréluyer | Gustavo Yacamán Ricardo González Pipo Derani    | Fernando Rees Alex MacDowall Richie Stanaway | Paul Dalla Lana Pedro Lamy Mathias Lauda      |
| 13-14 juni   | Le Mans 24-timmars                | Porsche Team                                  | KCMG                                            | AF Corse                                     | SMP Racing                                    |
| 13-14 juni   | Le Mans 24-timmars                | Nico Hülkenberg Earl Bamber Nick Tandy        | Matthew Howson Richard Bradley Nicolas Lapierre | Davide Rigon James Calado Olivier Beretta    | Viktor Shaitar Aleksey Basov Andrea Bertolini |
| 30 augusti   | Nürburgring 6-timmars             | Porsche Team                                  | KCMG                                            | Porsche Team Manthey                         | SMP Racing                                    |
| 30 augusti   | Nürburgring 6-timmars             | Timo Bernhard Mark Webber Brendon Hartley     | Matthew Howson Richard Bradley Nick Tandy       | Richard Lietz Michael Christensen            | Viktor Shaitar Aleksey Basov Andrea Bertolini |
| 19 september | Circuit of the Americas 6-timmars | Porsche Team                                  | G-Drive Racing                                  | Porsche Team Manthey                         | SMP Racing                                    |
| 19 september | Circuit of the Americas 6-timmars | Timo Bernhard Mark Webber Brendon Hartley     | Roman Rusinov Julien Canal Sam Bird             | Richard Lietz Michael Christensen            | Viktor Shaitar Aleksey Basov Andrea Bertolini |
| 11 oktober   | Fuji 6-timmars                    | Porsche Team                                  | G-Drive Racing                                  | AF Corse                                     | Dempsey Racing-Proton                         |
| 11 oktober   | Fuji 6-timmars                    | Timo Bernhard Mark Webber Brendon Hartley     | Roman Rusinov Julien Canal Sam Bird             | Gianmaria Bruni Toni Vilander                | Patrick Dempsey Patrick Long Marco Seefried   |
| 1 november   | Shanghai 6-timmars                | Porsche Team                                  | Signatech Alpine                                | Porsche Team Manthey                         | AF Corse                                      |
| 1 november   | Shanghai 6-timmars                | Timo Bernhard Mark Webber Brendon Hartley     | Nelson Panciatici Paul-Loup Chatin Tom Dillmann | Richard Lietz Michael Christensen            | François Perrodo Emmanuel Collard Rui Águas   |
| 21 november  | Bahrain 6-timmars                 | Porsche Team                                  | G-Drive Racing                                  | Porsche Team Manthey                         | Aston Martin Racing                           |
| 21 november  | Bahrain 6-timmars                 | Marc Lieb Romain Dumas Neel Jani              | Roman Rusinov Julien Canal Sam Bird             | Frédéric Makowiecki Patrick Pilet            | Paul Dalla Lana Pedro Lamy Mathias Lauda      |

## Slutställning
| Klass           | Förare                                        | Märke   | Team                 |
| --------------- | --------------------------------------------- | ------- | -------------------- |
| LMP1            | Timo Bernhard Mark Webber Brendon Hartley     | Porsche |                      |
| LMP1-Privatteam | Mathias Beche Nicolas Prost                   |         | Rebellion Racing     |
| LMP2            | Roman Rusinov Julien Canal Sam Bird           |         | G-Drive Racing       |
| LMGTE Pro       | Richard Lietz                                 | Porsche | Porsche Team Manthey |
| LMGTE Am        | Viktor Shaitar Aleksey Basov Andrea Bertolini |         | SMP Racing           |